# Katrin Helling-Plahr

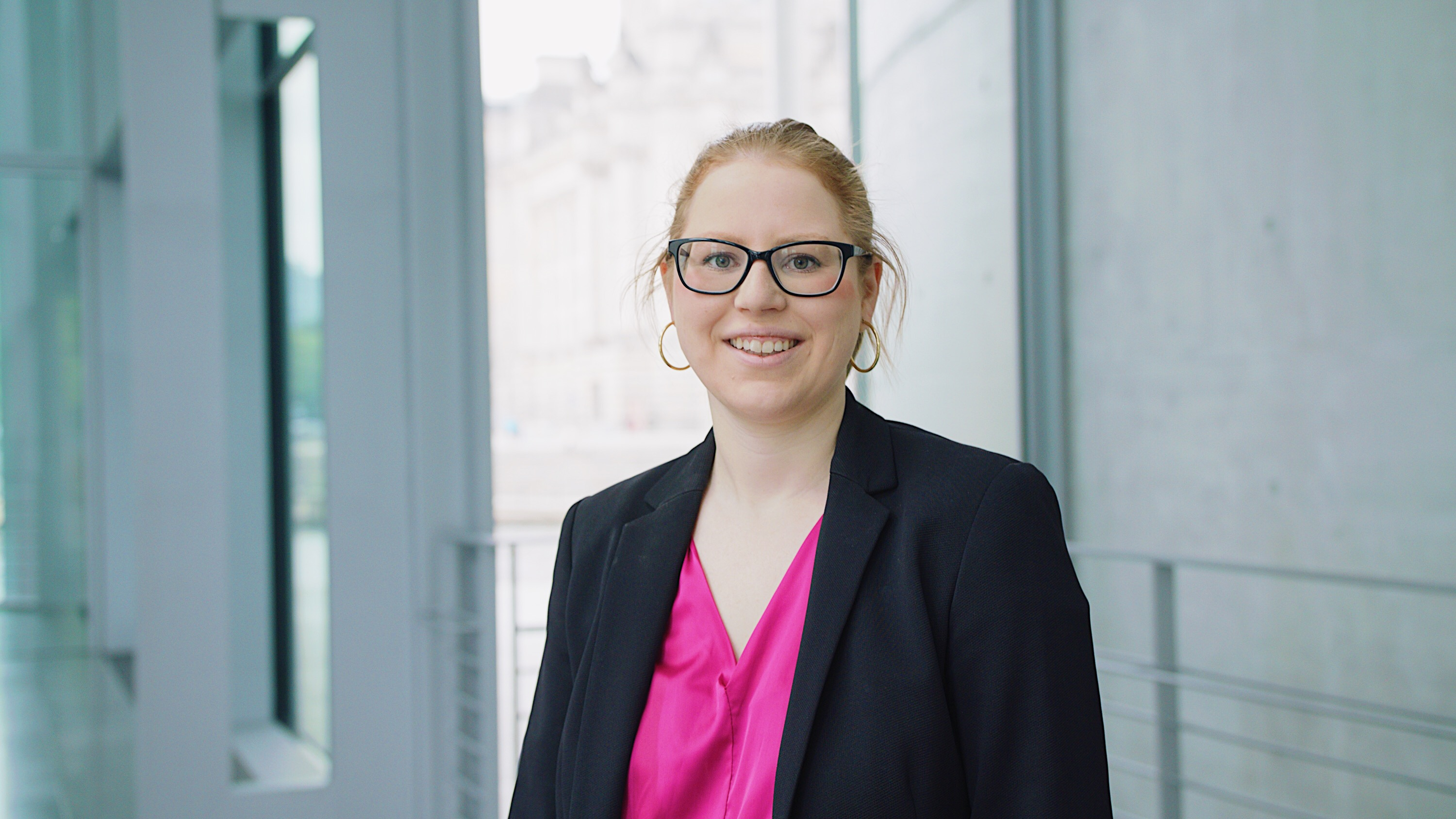
Katrin Helling-Plahr (2018)

Katrin Helling-Plahr (* 2. April 1986 in Hagen) ist eine deutsche Politikerin (FDP) und Rechtsanwältin. Sie war von 2017 bis 2025 Mitglied des Deutschen Bundestages.

## Leben
Nach Ende ihrer Schulzeit begann Katrin Helling-Plahr 2005 ein Studium der Rechtswissenschaften an der Westfälischen Wilhelms-Universität in Münster. Nach dem Rechtsreferendariat und zweitem Staatsexamen ist sie seit 2013 als Rechtsanwältin tätig. Von 2014 bis 2015 absolvierte sie ein postgraduales LL.M-Studium mit Schwerpunkt Medizinrecht an der Heinrich-Heine-Universität Düsseldorf. Seit 2017 ist sie Fachanwältin für Medizinrecht.

## Politischer Werdegang

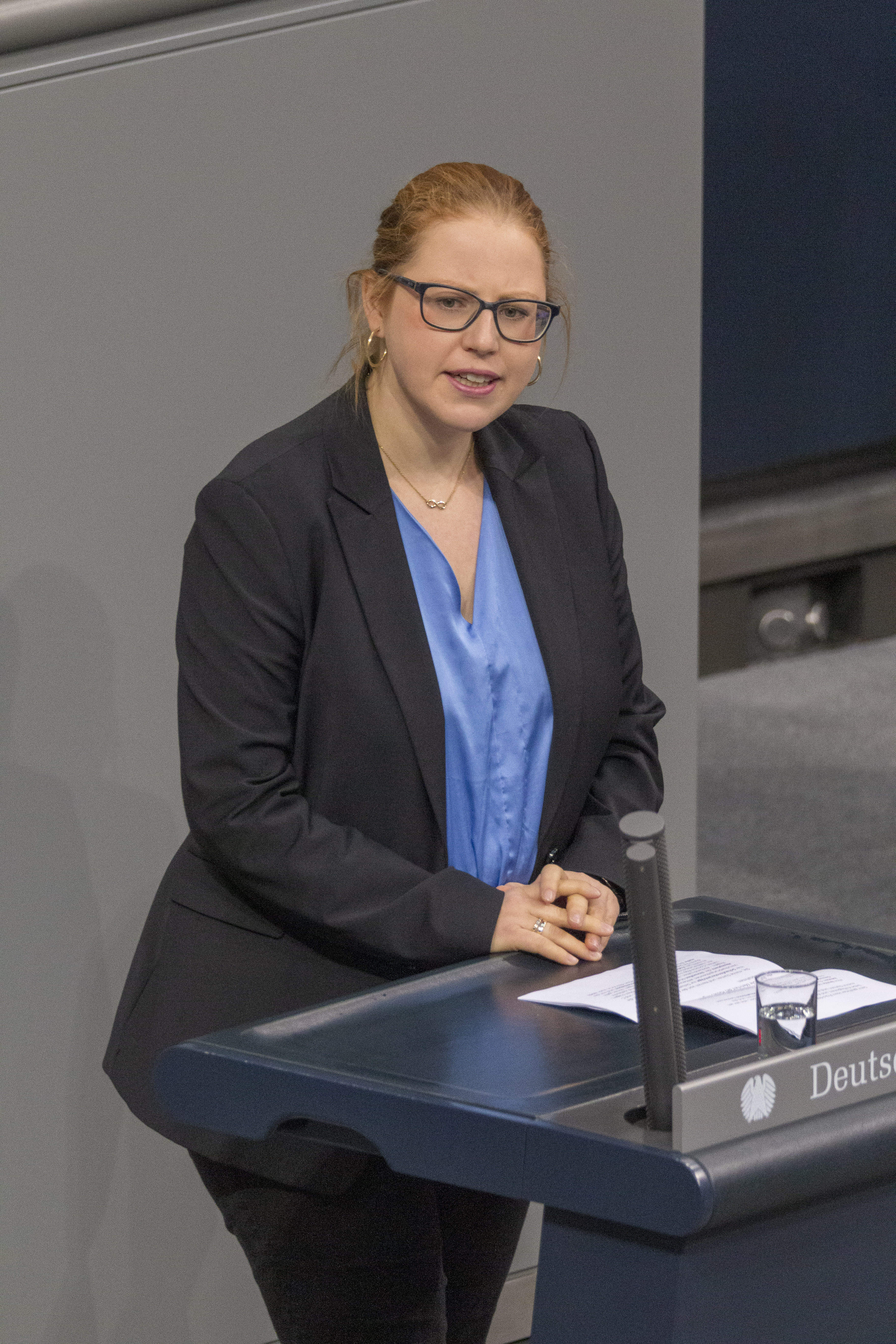
Helling-Plahr im Deutschen Bundestag, 2020

Katrin Helling-Plahr ist seit 2005 Mitglied der Freien Demokraten.
Sie übte verschiedene Funktionen bei den Jungen Liberalen sowie den Freien Demokraten aus.
Sie war im Kreisvorstand der Hagener FDP sowie im Bezirksvorstand der FDP Westfalen-West. Von 2009 bis 2017 saß sie im Rat der Stadt Hagen und war seit 2014 stellvertretende Fraktionsvorsitzende der Ratsgruppe. Aufgrund ihrer Wahl in den Deutschen Bundestag verzichtete sie auf das Mandat im Rat der Stadt Hagen. Von 2012 bis 2014 war sie Mitglied im Landesvorstand der FDP Nordrhein-Westfalen und von 2011 bis 2012 Mitglied im Bundesvorstand der Freien Demokraten. Seit 2020 ist sie wieder Mitglied des Landesvorstandes der FDP von Nordrhein-Westfalen, seit Januar 2023 ist sie eine der stellvertretenden Landesvorsitzenden der FDP NRW. Von 2011 bis 2014 gehörte sie als stellvertretende Bundesvorsitzende für Organisation dem Bundesvorstand der Jungen Liberalen an.
Nach der Bundestagswahl 2021 gehörte sie der Verhandlungsgruppe der Freien Demokraten an, die den Koalitionsvertrag der ersten Ampelkoalition, bestehend aus SPD, Bündnis 90/Die Grünen und Freien Demokraten, auf Bundesebene verhandelte.

### 19. Legislaturperiode (2017–2021)
Zur Bundestagswahl 2017 trat Helling-Plahr als FDP-Kandidatin im Wahlkreis Hagen – Ennepe-Ruhr-Kreis I an und wurde über den Platz 17 der Landesliste der FDP Nordrhein-Westfalen in den 19. Deutschen Bundestages gewählt.
Helling-Plahr war ordentliches Mitglied im Ausschuss für Gesundheit und im Ausschuss für Recht und Verbraucherschutz. Weiterhin war sie stellvertretendes Mitglied im Wahlausschuss und dem Unterausschuss Globale Gesundheit. Darüber hinaus war sie Obfrau ihrer Fraktion im Parlamentarischen Begleitgremium COVID-19-Pandemie.

### 20. Legislaturperiode (2021–2025)
Bei der Bundestagswahl 2021 wurde Helling-Plahr über die Landesliste wieder in den Deutschen Bundestag gewählt.
Helling-Plahr war ordentliches Mitglied im Rechtsausschuss (Deutscher Bundestag) und im Richterwahlausschuss, der die Berufsrichter an den Bundesgerichten (ausgenommen dem Bundesverfassungsgericht) wählt. Darüber hinaus war sie stellvertretendes Mitglied im Ausschuss für Gesundheit, im Wahlausschuss und im Ausschuss für Familie, Senioren, Frauen und Jugend, der später nur noch als Familienausschuss firmierte.
Sie war die rechtspolitische Sprecherin der Fraktion der Freien Demokraten im Deutschen Bundestag.

## Inhaltliche Schwerpunkte
Katrin Helling-Plahr legte ihren Schwerpunkt auf Rechts- und Gesundheitspolitik. In der Rechtspolitik befasste sie sich vor allem mit Medizinrecht und Familienrecht. In der Gesundheitspolitik lag ihr Fokus insbesondere auf medizinethischen Fragestellungen. Nach einer Entscheidung des Bundesverfassungsgerichts im Jahr 2020 zugunsten eines selbstbestimmten Sterbens ging die Initiative zu einem Sterbehilfegegesetz im Wesentlichen von ihr aus. So präsentierte sie im 19. deutschen Bundestag zusammen mit Karl Lauterbach (SPD) und Petra Sitte (Die Linke) einen Gesetzesentwurf diesbezüglich. Dieser Entwurf fiel der Diskontinuität anheim. Ein von ihr in der folgenden Legislaturperiode mit eingebrachter ähnlicher Entwurf wurde am 6. Juli 2023 im Bundestag ebenso wie ein u. a. von Lars Castellucci eingebrachter Gegenentwurf abgelehnt.
Sie setzte sich außerdem besonders für bessere Bedingungen für Paare mit unerfülltem Kinderwunsch und ein modernes Fortpflanzungsmedizinrecht ein. Im Sommer 2024 startete sie eine fraktionsübergreifende Initiative zur Legalisierung der Eizellspende in Deutschland. Außerdem trat sie dafür ein, die altruistische Leihmutterschaft in Deutschland zu erlauben.

## Privates
Katrin Helling-Plahr ist verheiratet und Mutter dreier Söhne.